# ليلى فوزي
ليلى فوزي (20 أكتوبر 1918 - 12 يناير 2005 )، ممثلة مصرية.

## عن حياتها
ولدت في تركيا، لأب مصري تاجر للأقمشة يملك محالا في القاهرة ودمشق وإسطنبول، أما أمها كانت حفيدة قيصر لي باشا أحد قادة الجيش التركي إبان حكم سلاطين آل عثمان.

### دورها في السينما
تعتبر من أجمل الفنانات اللائي ظهرن في تاريخ السينما المصرية على الإطلاق تبعاً لمعايير كانت تحاكي معايير الذوق الغربي في أواسط القرن العشرين خاصةً أنها اختيرت من قبل مجلة أمريكية في أربعينيات القرن العشرين كإحدى أجمل حسناوات عصرها.
أول أدوارها كانت دور فتاة صغيرة في فيلم مصنع الزوجات عام 1941، برعت في تجسيد أدوار الملكات والأميرات والنساء الأرستقراطيات بجدارة، كما لمعت في أدوار الشر، مما جعل معظم المخرجين يسندونها إليها، إلا أنها تقول بأنها كرهت وضع المخرجين لها في هذا القالب قال عنها الصحفي مصطفى أمين «إن ليلى فوزي إذا بحثت في شجرة عائلتها سوف تجد نفسها أميرة سابقة».
مثلت في حوالي 85 فيلماً سينمائياً منها بورسعيد للمخرج عز الدين ذو الفقار عام 1957، والناصر صلاح الدين عام 1963، والجبل عام 1965، ودلال المصرية للمخرج حسن الإمام عام 1970، وإسكندرية ليه للمخرج يوسف شاهين عام 1979، و 40 مسلسلا تليفزيونياً منها راس القط عام 1980 مع صلاح ذو الفقار، والحب في حقيبة دبلوماسية عام 1987 مع صلاح ذو الفقار، وهوانم جاردن سيتي عام 1997، وبوابة الحلواني (ج4) عام 2001، وكان من آواخر أدوارها السينمائية دورها المميز الصامت في فيلم ضربة شمس من بطولتها ونور الشريف ونورا عام 1979 والملائكة العام 1983 من إخراج التونسي رضا الباهي حيث توقفت تماماً بعد ظهور ما يسمى بأفلام المقاولات.

### حياتها الأسرية
تزوجت ثلات مرات، الأولى كانت من الفنان عزيز عثمان، والثانية من الفنان أنور وجدي والثالثة من الإذاعي جلال معوض، ولم تنجب من زيجاتها الثلاث أبناء.

### وفاتها
توفيت إثر صراع مع المرض في 12 يناير 2005 في «مستشفى دار الفؤاد» بالقاهرة، وشيعت جنازتها في حضور شعبي وفني كبير من مسجد مصطفى محمود بالمهندسين، وقبل وفاتها رفضت عرضا من إحدى القنوات الفضائية ببيع مذكراتها نظير مبلغ كبير.

## أعمالها

### من الأفلام

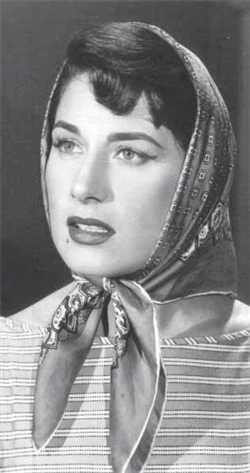
ليلى فوزي في أحد أفلامها

- 1941: مصنع الزوجات
- 1942: ممنوع الحب
- 1942: علي بابا والأربعين حرامي
- 1942: بنت ذوات
- 1942: أخيرا تزوجت
- 1943: يسقط الحب
- 1943: البؤساء
- 1944: نور الدين والبحارة التلاتة
- 1944: من الجاني
- 1944: رصاصة في القلب
- 1944: تحيا الستات
- 1944: سفير جهنم
- 1944: جمال ودلال
- 1945: القرش الأبيض
- 1945: البيه المزيف
- 1945: الأم
- 1945: أحلاهم
- 1946: ملكة الجمال
- 1946: لست ملاكاً
- 1947: غني حرب
- 1947: جوز الاتنين
- 1947: العقل في أجازة
- 1947: الستات عفاريت
- 1948: سجى الليل
- 1949: حلاوة
- 1949: أسير العيون
- 1950: ست الحسن
- 1950: بنت باريز
- 1950: أفراح
- 1951: مشغول بغيري
- 1951: خبر أبيض
- 1951: حبيبتي سوسو
- 1952: على كيفك
- 1952: أنا بنت مين
- 1953: أنا ذنبي إيه
- 1953: المرأة كل شيء
- 1953: ابن للإيجار
- 1953: ابن الحارة
- 1954: خطف مراتي
- 1954: الشيخ حسن
- 1956: الأرملة الطروب
- 1957: بورسعيد
- 1959: من أجل حبي
- 1959: من أجل امرأة
- 1959: ليلى بنت الشاطئ
- 1959: عش الغرام
- 1960: جسر الخالدين
- 1961: طريق الدموع
- 1963: رجل في الظلام
- 1963: بياعة الجرايد
- 1963: الناصر صلاح الدين
- 1964: ألف ليلة وليلة
- 1964: ابن كليوباترا
- 1965: سكون العاصفة
- 1965: حكاية العمر كله
- 1965: الجبل
- 1966: فارس بني حمدان
- 1966: المراهقة الصغيرة
- 1967: المخربون
- 1967: الدخيل
- 1970: دلال المصرية
- 1976: أمواج بلا شاطئ
- 1978: وادي الذكريات
- 1978: سلطانة الطرب
- 1979: المتوحشة
- 1979: إسكندرية ليه
- 1980: ضربة شمس
- 1984: الملائكة
- 1993: ميكانيكا
- 2001: فارس ظهر الخيل

### من المسلسلات
- 1978: الحب والسنين
- 1979: نفوس معذبة
- 1980: راس القط
- 1980: النساء يعترفن سرا
- 1983: نور الإسلام
- 1983: الحرملك
- 1984: نور الدين زنكي
- 1984: زهرة والمجهول
- 1985: علي الزيبق
- 1987: الطبري
- 1987: الحب في حقيبة دبلوماسية
- 1988: لا إله إلا الله (ج4)
- 1989: كبرياء وعاطفة
- 1989: فتى الأندلس
- 1990: ألف ليلة وليلة
- 1990: أحلام مشروعة
- 1993: قشتمر
- 1993: أمهات في بيت الحب
- 1994: بوابة الحلواني (ج2)
- 1996: وجهي القمر
- 1996: نقوش من ذهب ونحاس
- 1996: ومن الذي لا يحب فاطمة
- 1996: دوائر الوهم والحب
- 1996: اعترافاتي
- 1996: أبو العلا 90
- 1997: هوانم جاردن سيتي (ج1)
- 1997: دمي ودموعي وابتسامتي
- 1997: بوابة الحلواني (ج3)
- 1998: هوانم جاردن سيتي (ج2)
- 1998: سنوات الشقاء والحب
- 1998: بنات سعاد هانم
- 1998: المجهول
- 1998: اعترافات مصدر مسؤول
- 1999: نسر الشرق
- 1999: لما التعلب فات
- 2000: صيف ساخن جدا
- 2000: دقات الساعة
- 2001: بوابة الحلواني (ج4)
- 2003: بعاد السنين
- 2004: فريسكا

## الجوائز

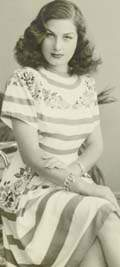
ليلى فوزي عام 1946

- جائزة عن دورها في فيلم ضربة شمس من قبل جمعية كتاب ونقاد السينما.
- كرمها مهرجان الأسكندرية السينمائي الدولي في دورته ال19 في عام 2003.
- نالت تكريماً من مهرجان القاهرة السينمائي الدولي في دورته ال28 عام 2004.[10]

كما أنها شاركت الفنانة ليلى فوزى في 4 أفلام في قائمة أفضل 100 فيلم في تاريخ السينما المصرية حسب إستفتاء النقاد عام 1996 وهي: رصاصة في القلب 1944، الناصر صلاح الدين 1963، الجبل 1965، إسكندرية ليه؟ 1979.

## وصلات خارجية
- ليلى فوزي على موقع IMDb (الإنجليزية)
- ليلى فوزي على موقع قاعدة بيانات الأفلام العربية
- ليلى فوزي على موقع قاعدة بيانات الفيلم (الإنجليزية)
- ليلى فوزي على موقع كينوبويسك (الروسية)